# Slogosch-Passage
Die Slogosch-Passage (bulgarisch проток Злогош protok Slogosch) ist eine 320 m breite Meerenge im Palmer-Archipel vor der Westküste der Antarktischen Halbinsel. Sie liegt zwischen Davis Island im Süden und dem Chauveau Point von Liège Island im Norden und verbindet die Bouquet Bay mit der Gerlache-Straße.
Britische Wissenschaftler kartierten sie 1978. Die bulgarische Kommission für Antarktische Geographische Namen benannte sie 2013 nach der Ortschaft Slogosch im Westen Bulgariens.